# Nina Baumgarten
Nina Irena Baumgarten (Stockholm, 23 mei 1918 – Horebeke (België), 15 juni 2009) was Engelandvaarster.
Nina Baumgarten had een Nederlandse moeder Niesje van der Linde (1892-1963), haar vader Oscar Eugen Carl Wilhelm Baumgarten (1884-1919) was een Russisch diplomaat. Als diplomaat woonden haar ouders in Stockholm toen Nina geboren werd. Later ging Nina naar Nederlands-Indië, waar ze de middelbare school volgde en Cornelis Louis (Loet) Kist ontmoette, met wie zij zich in 1939 verloofde. Ze gingen naar Nederland, waar Kist naar de KMA ging.

## Oorlogsjaren
Door het uitbreken van de oorlog ging hun huwelijk niet door. De KMA ging dicht en Kist sloot zich aan bij de verzetsgroep Ordedienst (OD). Baumgarten werd daar koerierster.
Eind 1940 werden Kist en jaargenoot Gijs de Jong (1916-2006), die inmiddels verloofd was met Lidy van den Broek (1920-2000), door de Gestapo gezocht. De heren verlieten Nederland via de Van Niftrik-route bij Putte en bereikten onbezet Frankrijk. Hun vriendinnen gingen op 26 november 1941 ook via Putte de grens over. In Antwerpen zagen Baumgartner en Kist elkaar weer, maar Kist moest alleen verder reizen. In Brussel werd hij gearresteerd, en op 23 juni 1943 werd hij op de Leusderheide terechtgesteld.
Baumgarten en Van den Broek wisten dit niet en vervolgden hun reis. Bij de overgang van de demarcatielijn werden zij op 5 december 1941 door de Grüne Polizei gearresteerd, waarna ze naar de gevangenis in Dole gebracht werden. Drie weken later werden ze overgeplaatst naar Besançon, waar ze vier maanden vast zaten en verhoord werden. In 1942 werden ze ineens vrijgelaten, na beloofd te hebben naar Nederland terug te zullen gaan.
Het Franse verzet hielp hen over de demarcatielijn, waarna de reis vervolgd werd. Via Barcelona, Madrid en Lissabon reisden ze naar Londen, waar ze op 13 oktober 1943 aankwamen. Daar hoorde Baumgarten wat Kist was overkomen. Zij werd privésecretaresse van Hendrik van Boeijen, toen minister van Binnenlandse Zaken. Van den Broek kwam bij Bureau Inlichtingen in Londen en werd ten slotte privésecretaresse van Jan Somer.

## Na de oorlog
Baumgarten trouwde na de oorlog met Cornelis Jan Wingender (1905-1962), die zij in Sri Lanka ontmoette en sinds 1939 bij de Inlichtingendienst van de Marine in Nederlands-Indië zat. Ze woonden in Den Haag.